# Fuerteventura
Fuerteventura (phát âm [fweɾteβenˈtuɾa]; nghĩa đen là "may mắn lớn" nhưng có khi được dịch là "gió to") là một đảo thuộc quần đảo Canaria, ở ngoài khơi bờ biển Đại Tây Dương của châu Phi, song về chính trị lại là một phần của Tây Ban Nha. Với diện tích 1.660 km², dài 100 km và rộng 31 km, đây là hòn đảo lớn thứ hai của quần đảo Canaria, sau đảo Tenerife. Đảo được UNESCO tuyên bố là một khu dự trữ sinh quyển thế giới vào ngày 26 tháng 5 năm 2009.
Đảo là một phần của tỉnh Las Palmas.
Đảo có những bãi biển dài nhất trong quần đảo Canaria, là một điểm đến đối với những người yêu thích ánh nắng mặt trời, bãi biển và thể thao dưới nước. Nhiệt độ của đảo hiếm khi giảm xuống dưới 18 °C hoặc cao trên 32 °C.
Năm 2009, hòn đảo có 103.167 cư dân. Trong lịch sử lâu dài của mình, Fuerteventura đã phải trải qua sự suy giảm dân số do tình hình kinh tế và khí hậu, khiến cho nó biến thành một đảo hoang vu. Tuy nhiên, sự phát triển của du lịch vào thập niên 1980 đã khiến cho dân số tăng dần theo các năm, gấp đôi chỉ trong vòng dưới một thập niên.
Năm 2005, với 86.642 cư dân đăng ký hộ tịch, thành phần dân cư Fuerteventura như sau:
- Sinh ra tại đảo: 30.364
- Sinh ra tại các đảo khác của quần đảo Canaria: 13.175
- Sinh ra tại các nơi khác của Tây Ban Nha: 20.938
- Sinh ra ở nước ngoài: 22.165

Đảo được chia thành 6 khu tự quản:
- Antigua
- Betancuria
- La Oliva
- Pájara
- Puerto del Rosario
- Tuineje